# Sublime
Sublime var et amerikansk ska punk band fra Long Beach, Californien, dannet i 1988.
Bandets line-up — uændret indtil deres brud, bestod af Bradley Nowell (vokal og guitar), Eric Wilson (bas guitar) og Bad Gaugh (trommer og percussion). Michael 'Miguel' Happoldt bidrog også på et par af Sublimes sange, såsom "New Thrash". Lou Dog, Nowells dalmatiner var maskot for bandet. Bradley Nowell døde af en heroin overdosis den 25. maj 1996 og straks efter valgte bandet at stoppe.
Pr. 2009 har bandet solgt over 17 millioner album på verdensplan, herunder 10 millioner i USA alene.

## Diskografi
- 40 Oz. to Freedom (1992)
- Robbin' the Hood (1994)
- Sublime (1996)